# ソールズベリー伯爵
ソールズベリー伯爵（英：Earl of Salisbury）は、イングランド貴族の伯爵位の一つ。過去に5回創設されており、エリザベス朝からステュアート朝初期の宰相ロバート・セシルが1605年に叙された5期目のものがソールズベリー侯爵位の従属爵位として現存している。

## 歴史
ソールズベリー伯の爵位には複雑な歴史がある。この称号は12世紀の半ばにパトリック・オブ・ソールズベリーのために創設されたのが最初の創設である。この称号は女系相続を経て代々継承され、5代目のアリス・ド・レイシーまで続くが、1322年にアリスの夫であるランカスター伯トマスが従弟のイングランド王エドワード2世に対する反逆罪で処刑されると、彼女もソールズベリー伯の爵位を返上することになった。
1337年3月16日、ソールズベリー伯は国王エドワード3世の寵臣でスコットランドとの戦闘で功のあったウィリアム・モンタギューのために再創設された。
1428年に第4代ソールズベリー伯トマス・モンタギューが百年戦争におけるオルレアン包囲戦で戦死するとその娘であるアリス・モンタギューが5代ソールズベリー伯爵位を継承した。彼女は初代ウェストモーランド伯爵ラルフ・ネヴィルの息子リチャード・ネヴィルと結婚していたため、リチャード・ネヴィルも妻の権利で第5代ソールズベリー伯爵を継いだ。
二人の長男リチャード・ネヴィルは第16代ウォリック女伯爵アン・ビーチャムと結婚。1450年3月2日に妻の権利で彼も16代ウォリック伯を継承するとともに一代限りでウォリック伯に叙された。さらに1462年の母の死で第6代ソールズベリー伯爵位も継承した。リチャードははじめ、ヨーク家、後にランカスター家に付いてエドワード4世の即位やヘンリー6世の復位を左右するほどの権力をふるったため、「キングメーカー」の異名を取ったことで知られる。しかし1471年のバーネットの戦いで戦死し、その爵位と所領は敵方であるヨーク家に没収される。
翌1472年、ソールズベリー伯は国王エドワード4世の弟クラレンス公ジョージに与えられた。クラレンス公がリチャード・ネヴィルの長女イザベル・ネヴィルの夫であることを法的根拠としたのである。しかしイザベルの妹アン・ネヴィルがクラレンス公の弟グロスター公リチャード（後のリチャード3世）と結婚すると、この広大なリチャード・ネヴィルの遺産をめぐって兄弟の対立が激化する。1476年にイザベルが死ぬと形勢はクラレンス公にとって不利になり、結局1478年にクラレンス公は反逆罪で処刑される。
クラレンス公の後ソールズベリー伯を継いだのは、グロスター公とアン夫妻の息子でクラレンス公の甥に当たるエドワード・オブ・ミドルハムである。彼は父が1483年に国王リチャード3世に即位したのでプリンス・オブ・ウェールズになるが翌1484年に急死、爵位も消滅する。この爵位は1485年、エドワードの同名の従兄でクラレンス公の息子のエドワード・プランタジネットが継承する。しかし同年に即位したテューダー朝のヘンリー7世にロンドン塔へ投獄・監視されたエドワードは1499年に反逆罪で処刑される（爵位が正式に消滅したのは1504年）。ソールズベリー伯は1513年にエドワードの姉マーガレット・ポールが復活させたが、彼女も1539年に反逆罪にかけられ剥奪されてしまう（マーガレット本人は2年後の1541年に処刑）。
その後、エリザベス朝後期からステュアート朝初期にかけて宰相を務めたロバート・セシルがステュアート朝初代国王ジェームズ1世により1605年5月4日に第5期のソールズベリー伯爵に叙されている。この第5期のソールズベリー伯爵位が2019年まで現存しているソールズベリー伯爵位である。7代ソールズベリー伯爵ジェイムズ・セシルが1789年にグレートブリテン貴族ソールズベリー侯爵に叙されて以降はその従属爵位となっている。第5期のソールズベリー伯爵位とソールズベリー侯爵位についての詳細はソールズベリー侯の項目を参照のこと。

## 一覧

### ソールズベリー伯 第1期（1145年頃創設）
- 初代ソールズベリー伯パトリック・オブ・ソールズベリー（? - 1168年）
- 2代ソールズベリー伯ウィリアム・オブ・ソールズベリー（? - 1196年）
- 3代ソールズベリー女伯エラ・オブ・ソールズベリー（1187年 - 1261年）
  - 3代ソールズベリー伯ウィリアム・ロングスピー（1176年頃 - 1226年） - イングランド王ヘンリー2世庶子。エラの夫。妻の権利（英語版）で3代ソールズベリー伯
- 4代ソールズベリー女伯マーガレット・ロングスピー（? - 1310年）
- 5代ソールズベリー女伯アリス・ド・レイシー（1281年 - 1348年、剥奪 1322年） - 4代リンカーン女伯

### ソールズベリー伯 第2期（1337年創設）

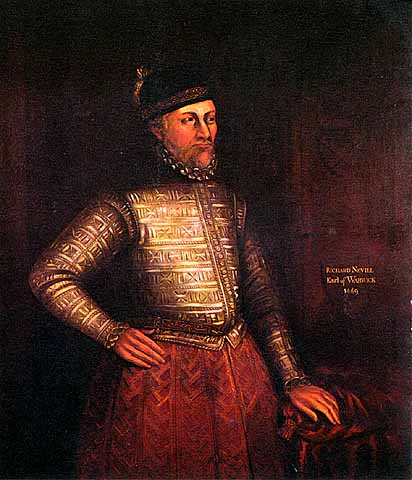
第6代ソールズベリー伯リチャード・ネヴィル

- 初代ソールズベリー伯ウィリアム・モンタギュー（1301年 - 1344年）
- 2代ソールズベリー伯ウィリアム・モンタギュー（1328年 - 1397年）
- 3代ソールズベリー伯ジョン・モンタギュー（1350年 - 1400年、剥奪 1400年）
- 4代ソールズベリー伯トマス・モンタギュー（1388年 - 1428年、復帰 1421年）
- 5代ソールズベリー伯アリス・モンタギュー (1407-1462)
  - 5代ソールズベリー伯リチャード・ネヴィル（1400年 - 1460年）妻の権利で5代ソールズベリー伯
- 6代ソールズベリー伯リチャード・ネヴィル（1428年 - 1471年、1471年 爵位停止）

### ソールズベリー伯 第3期（1472年創設）
- 初代ソールズベリー伯ジョージ・プランタジネット（1449年 - 1478年、剥奪 1478年）クラレンス公

### ソールズベリー伯 第4期（1478年創設）
- 初代ソールズベリー伯エドワード・オブ・ミドルハム（1473年 - 1484年、1484年 消滅）

### ソールズベリー伯 第2期（1485年復帰）
- 7代ソールズベリー伯エドワード・プランタジネット（1475年 - 1499年、1485年復帰、1499年剥奪）
- 8代ソールズベリー女伯マーガレット・ポール（1474年 - 1541年、復帰 1513年、剥奪 1539年）

### ソールズベリー伯 第5期（1605年創設）

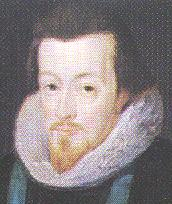
初代ソールズベリー伯ロバート・セシル

- 初代ソールズベリー伯ロバート・セシル（1565年頃 - 1612年）
- 2代ソールズベリー伯ウィリアム・セシル（1591年 - 1668年）
- 3代ソールズベリー伯ジェームズ・セシル（1648年 - 1683年）
- 4代ソールズベリー伯ジェームズ・セシル（1666年 - 1694年）
- 5代ソールズベリー伯ジェームズ・セシル（1691年 - 1728年）
- 6代ソールズベリー伯ジェームズ・セシル（1713年 - 1780年）
- 7代ソールズベリー伯ジェームズ・セシル（1748年 - 1823年、1789年にソールズベリー侯に）
  - 以降はソールズベリー侯の項目を参照。